# 小行星2950
小行星2950（2950 Rousseau）是一颗围绕太阳公转的小行星。1974年11月9日，保羅·維爾特在齐美尔瓦尔德发现了此天体。
該小行星以法國哲學家尚-雅克·盧梭命名。
这颗小行星的绝对星等为294.2024627950811等。